# La Neuvième Configuration
Pour plus de détails, voir Fiche technique et Distribution.
La Neuvième Configuration (The Ninth Configuration, aussi connu sous le nom de Twinkle, Twinkle, "Killer" Kane) est un film américain teinté de comedie dramatique et de fantastique  réalisé par William Peter Blatty, sorti en 1980.

## Synopsis
Un nouveau directeur prend la tête d'un hôpital psychiatrique militaire, abrité dans un ancien château, où il essaye d'apporter de l'aide à d'anciens soldats atteints de folie. Mais il doit lui-même lutter contre son instabilité mentale et contre une machination diabolique ourdie à son encontre...

## Fiche technique
- Titre : La Neuvième Configuration
- Titre original : The Ninth Configuration
- Réalisation : William Peter Blatty
- Scénario : William Peter Blatty
- Production : William Peter Blatty, William Paul, Tom Shaw
- Musique : Barry De Vorzon
- Photographie : Gerry Fisher
- Montage : Battle Davis, Tony de Zarraga, Peter Lee-Thompson, Roberto Silvi
- Direction artistique : Bill Malley
- Costumes : Tom Bronson
- Chef-décorateur : J. Dennis Washington, Sydney Ann Smith-Kee
- Pays de production : États-Unis
- Langue : anglais
- Genre : Comédie Dramatique/Fantastique
- Durée : 114 minutes
- Dates de sortie : 
  - États-Unis : 29 février 1980
  - États-Unis : 13 septembre 1985 (re-sortie)

## Distribution
- Stacy Keach : Colonel Vincent Kane
- Scott Wilson : Capitaine Billy Cutshaw
- Jason Miller : Lieutenant Frankie Reno
- Ed Flanders : Colonel Richard Fell
- Neville Brand : Major Marvin Groper
- George DiCenzo : Capitaine Fairbanks
- Moses Gunn : Major Nammack
- Robert Loggia : Lieutenant Bennish
- Joe Spinell : Lieutenant Spinell
- Alejandro Rey : Lieutenant Gomez
- Tom Atkins : Sergent Krebs
- Richard Lynch : Richard
- William Lucking : Patrouilleur d'autoroute
- Bruce Boa : Sergent en exercice de combat
- William Peter Blatty : Docteur Fromme (non crédité)

## Distinctions
- Saturn Award 1981 :
  - Saturn Award du meilleur scénario (William Peter Blatty)
  - Nomination au Saturn Award du meilleur film fantastique
- Golden Globes 1981 :
  - Golden Globe du meilleur scénario (William Peter Blatty)
  - Nomination au Golden Globe du meilleur film dramatique
  - Nomination au Golden Globe du meilleur acteur dans un second rôle (Scott Wilson)
- MystFest 1980 :
  - Meilleur acteur (Scott Wilson)
  - Nomination pour le Meilleur film